# المديرية العامة للأمن العام
الأمن العام اللبناني (رسميا المديرية العامة للأمن العام)، إحدى الأجهزة الأمنية الخاضعة لوصاية وزارة الداخلية اللبنانية، تاسست في بادئ الأمر باسم المكتب الأول.

## لمحة تاريخية
تأسيس والقوانين المنظمة
- بتاريخ 5 كانون الثاني 1921 صدر القرار رقم 1061 وبموجبه انشئ الأمن العام وسمي آنذاك بالمكتب الأول.
- بتاريخ 19 شباط 1923 صدر القرار رقم 1768 وبموجبه اعيد تأليف البوليس في لبنان ومن ضمنه دائرة البوليس العدلي والأمن العام.
- بتاريخ 19 أيار 1928 صدر المرسوم رقم 3308 وبموجبه نظم عمل الأمن العام.
- بتاريخ 27 آب 1945 صدر المرسوم رقم 3845 وبموجبه اُنشأت وزارة الداخلية مديرية للأمن العام، مركزها بيروت ترتبط بوزير الداخلية ويرأسها مدير.
- بتاريخ 28 نيسان 1950 صدر المرسوم رقم 1736 وبموجبه استحدثت مصلحة للأمن العام.
- بتاريخ 26 تموز 1951 صدر المرسوم رقم 5516 وبموجبه تم توسيع صلاحيات الأمن العام.
- بتاريخ 4 نيسان 1953 و15 كانون الثاني 1955 صدر المرسومان الاشتراعيان رقم 61 و 19وبموجبهما اعيد تنظيم الأمن العام عبر إلغاء دوائر واستحداث دوائر أخرى.
- بتاريخ 12 حزيران 1959 صدر المرسوم الاشتراعي رقم 139 والذي لا يزال ساري المفعول لغاية الآن وبموجبه أصبح الأمن العام مديرية عامة ترتبط بوزير الداخلية مباشرةً ويرأسها مدير عام.
- بتاريخ 16 كانون الأول 1959 صدر المرسوم التنظيمي رقم 2873 وبموجبه أصبحت المديرية العامة للأمن العام تضم إضافةً إلى الإدارة المركزية دوائر مناطقية وحدودية برية وبحرية.

## مهام الأمن العام

### السياسية والعدلية
- جمع المعلومات السياسية والاقتصادية والاجتماعية لصالح الحكومة.
- تقييم كافة المعلومات في شتى الميادين وتحليلها واستثمارها.
- المساهمة في التحقيقات العدلية ضمن حدود المخالفات المرتكبة ضد أمن الدولة الداخلي والخارجي.
- الإشراف على إعداد وتنفيذ التدابير الأمنية.
- التنسيق الأمني المتعلق بمختلف الاهتمامات.
- مكافحة كل ما يمس الأمن بمراقبة وملاحقة أعمال التخريب ودعاة الفوضى ومروجي الإشاعات المضرة بالأمن.
- مكافحة الأحزاب المنحلة والجمعيات السرية والممنوعة.
- إعداد البلاغات والملاحقات المتعلقة بالبحث ومنع السفر ومنع الدخول.
- المساهمة في مراقبة الحدود البرية والجوية والبحرية.[2]

### الاعلامية
- مراقبة وسائل البث المرئي والمسموع وأشرطة التسجيل السينمائية.
- إعداد الدراسات حول تنظيم أعمال مراقبة المطبوعات والتسجيلات وتنظيم أعمال الرقابة الصحفية والرقابة على الوسائل الإعلامية.
- السهر على حسن تطبيق أحكام القوانين والأنظمة المتعلقة بشؤون الرقابة والإعلام.[3]

### التقنية
- إعطاء جوازات مرور.
- إصدار جوازات السفر اللبنانية.
- منح بطاقات الإقامة المؤقتة والدائمة.
- تنظيم وإصدار وثائق سفر اللاجئين الفلسطينيين في لبنان أو الواردة من الخارج.
- منح سمات الدخول.
- الإشراف على كافة المعاملات العائدة لطلبات التجنس والأحوال الشخصية.
- مرافقة رجال الدولة اللبنانيين[4]

### فيما يتعلق بالاجانب
- تقديم التسهيلات التي تطلبها الجهات الخارجية حول الوفود والبعثات والدعوات والاجتماعات للزوار العرب والأجانب.
- مراقبة الأجانب في كل ما يتعلق بدخولهم إلى لبنان وإقامتهم فيه وخروجهم منه ومراقبة تنقلاتهم والسهر على حمايتهم.
- مراقبة الأجانب على الأراضي اللبنانية.
- إعداد المراسلات لجهة متابعة شؤون إبعاد الأجانب والحوادث المخلة بالأمن.
- متابعة شؤون إقامة الأجانب.
- تنسيق العلاقات مع البعثات الأجنبية في لبنان.
- القيام بجميع مهام الاتصال والارتباط بين السفارات والبعثات الدبلوماسية العربية والأجنبية والمنظمات الدولية والعربية في مجالات التدريب والدورات الدراسية في الخارج.
- ضبط حركة المسافرين القادمين والمغادرين من كافة الجنسيات وتسهيل ذلك.
- مرافقة رجال الدولة الأجانب القادمين إلى لبنان والمحافظة عليهم أثناء انتقالهم داخل الأراضي اللبنانية.[5]